# Pawieł Adielgiejm

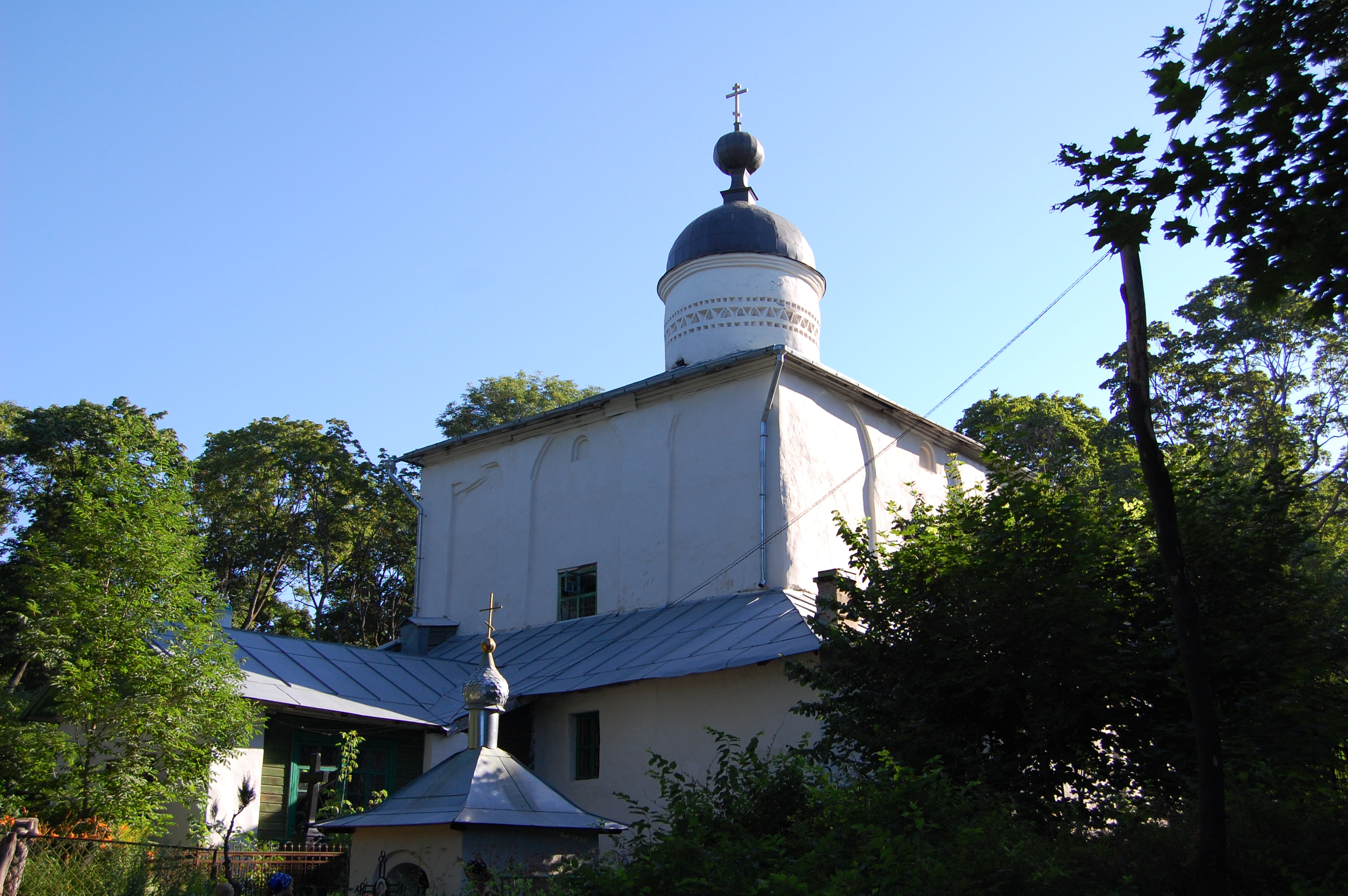
Cerkiew Świętych Niewiast Niosących Wonności w Pskowie, z którą przez kilkadziesiąt lat był związany ks. Adielgiejm

Pawieł Antoljewicz Adielgiejm (ur. 1 sierpnia 1938 w Rostowie nad Donem, zm. 5 sierpnia 2013 w Pskowie) – rosyjski duchowny prawosławny, protoprezbiter.

## Życiorys
Pochodził z rodziny rosyjskich Niemców. Jego ojciec, Anatolij Adielgiejm, poeta, został w 1942 rozstrzelany. Matka, Tatiana zd. Pyłajewa, była córką oficera armii carskiej.
Jego rodzice zostali aresztowani i deportowani do Kazachstanu w czasie wielkiej czystki, przez co trafił do domu dziecka. Następnie zamieszkał razem z matką w Karagandzie, gdzie związał się z tajną prawosławną wspólnotą kierowaną przez hieromnicha Sebastiana (Fomina). Pod jego wpływem w wieku trzynastu lat postanowił zostać duchownym.
Przed 1954 r. Pawieł Adielgiejm przeprowadził się do rodziny w Kijowie i w wymienionym roku wstąpił do Ławry Peczerskiej jako posłusznik. Ponieważ był niepełnoletni, przebywał w klasztorze nielegalnie, żyjąc pod opieką duchowną ihumena Teodozjusza (Serdiuka), wykonując obowiązki cerkiewnego lektora, przewodnika pielgrzymów i pracując w monasterze fizycznie. Po ukończeniu osiemnastego roku życia rozpoczął naukę w seminarium duchownym w Kijowie. Planował zostać mnichem. Ostatecznie ożenił się z Wierą Michajłowną.
Jako student III roku został zmuszony do rezygnacji z nauki w szkole przez jej rektora, archimandrytę Filareta. Przyczyną tego wydarzenia stał się protest przeciwko organizacji w seminarium uroczystej akademii z okazji 1 maja, gdy dzień ten przypadł w Wielki Piątek. Mimo wydalenia ze szkoły Pawieł Adielgiejm został w 1959 wyświęcony na diakona przez arcybiskupa taszkenckiego i Azji Środkowej Hermogena, który skierował go do pracy duszpasterskiej w soborze katedralnym w Taszkencie. W 1964 r. uzyskał dyplom seminarium duchownego w Moskwie. Został wyświęcony na kapłana i objął następnie parafię w Kaganie w Uzbeckiej SRR (także w eparchii taszkenckiej) i zdołał mimo sprzeciwu władz wznieść na jej potrzeby nową cerkiew. Rozpowszechniał wydawnictwa samizdatowe. W 1969 r. został skazany na karę łagru za „szkalowanie władzy radzieckiej”. Jak sam twierdził, do jego procesu doszło z powodu wcześniejszej budowy świątyni oraz na skutek donosu jego kolegi z seminarium, Leonida Swystuna.
Karę odbywał w obozie w Kyzył-Tepa. W czasie zamieszek w łagrze stracił nogę. W związku z tym faktem w 1972 został zwolniony i wrócił do służby duszpasterskiej w eparchii taszkenckiej (w Ferganie i Krasnowodsku). Następnie działał w eparchii ryskiej.
Od 1976 r. służył w eparchii pskowskiej. W 1992 r. przy parafii Świętych Niewiast Niosących Wonności w Pskowie założył szkołę regentów chórów cerkiewnych. Rok później założył przytułek dla niepełnosprawnych sierot przy cerkwi św. Mateusza w Pskowiczach. Był proboszczem obydwu wymienionych świątyń.
Od 1993 r. pozostał w konflikcie z ordynariuszem eparchii pskowskiej biskupem Euzebiuszem. Twierdził, że hierarcha uniemożliwiał mu prowadzenie dalszej aktywności społecznej. Zarzuty te, zawarte w wydanej w 2002 książce ks. Adielgiejma Dogmat o Cerkwi w kanonach i praktikie, biskup Euzebiusz określił jako kłamliwe, a samą książkę nazwał szatańską. Prośba duchownego skierowana do patriarchy moskiewskiego i całej Rusi Aleksego II o rozstrzygnięcie sprawy przez sąd cerkiewny pozostała bez odpowiedzi.
W 2003 r. podjęta została próba pozbawienia go życia poprzez uszkodzenie jego samochodu. Został jednak tylko nieznacznie ranny w wypadku.
W 2008 r. arcybiskup Euzebiusz pozbawił ks. Adielgiejma funkcji proboszcza parafii Świętych Niewiast Niosących Wonności.
Został zamordowany nożem przez chorego psychicznie 27-letniego Siergieja Pczelincewa, który przez kilka dni przed zbrodnią przebywał w jego domu. Znajomi duchownego skierowali go bowiem do niego, w nadziei, że kapłan ułatwi mu odzyskanie w życiu duchowej równowagi.
Pochowany na cmentarzu Świętych Niewiast Niosących Wonności (Mironosickim) w Pskowie.

### Wypowiedzi w sprawie problemów wewnętrznych Rosyjskiego Kościoła Prawosławnego
Ks. Adielgiejm wielokrotnie zarzucał Rosyjskiemu Kościołowi Prawosławnemu zarzucenie zasad prawosławnej eklezjologii, w tym zasady soborowości. Twierdził, że decyzje w Cerkwi podejmowane były nie drogą konsultacji między duchowieństwem, hierarchią i wiernymi, a narzucane przez organy kierujące Kościołem. Krytykował decyzję patriarchy moskiewskiego i całej Rusi Cyryla z 2010, na mocy której zrezygnowano z procedury rejestracji parafii przez stowarzyszenia wiernych na rzecz ich zakładania formalnie przez proboszczów, wyznaczanych z kolei przez biskupów. W ocenie duchownego oznaczało to całkowite wyeliminowanie wiernych z procesów decyzyjnych w Kościele. Opowiadał się za demokratyzacją życia cerkiewnego, w której decydującą rolę odgrywaliby wierni.
Twierdził, iż w Cerkwi cała realna władza znalazła się w rękach biskupów ordynariuszy. Oskarżał ich także o wystawne życie, zarzucał im bezkompromisową kampanię na rzecz odzyskania straconych w epoce radzieckiej obiektów sakralnych (także kosztem utworzonych na terenie dawnych dóbr cerkiewnych internatów czy szpitali). Hierarchii cerkiewnej zarzucał samowolę, kapłanom prawosławnym – łamanie prawa, twierdził, że statuty wewnętrzne Cerkwi nie są zgodne z rosyjskim prawem świeckim. Jako jeden z nielicznych duchownych Rosyjskiego Kościoła Prawosławnego bronił Pussy Riot, twierdząc, że ich happening w soborze Chrystusa Zbawiciela był reakcją na postępowanie Cerkwi.
Diakon Andriej Kurajew nazwał ks. Adielgiejma „ostatnim wolnym kapłanem w Patriarchacie Moskiewskim”.
Wykładał w prywatnym teologicznym Instytucie św. Filareta w Moskwie. Był żonaty, miał trójkę dzieci.

## Publikacje
- Догмат о церкви в канонах и практике, Psków 2002
- Перспективы диалога в Русской Православной Церкви, Moskwa 2004